# Marele Premiu al Azerbaidjanului din 2019
Marele Premiu al Azerbaidjanului din 2019 (cunoscut oficial ca Formula 1 SOCAR Azerbaijan Grand Prix 2019) a fost o cursă auto de Formula 1 ce s-a desfășurat pe 28 aprilie 2019 în Baku, Azerbaidjan. Cursa a fost cea de-a patra etapă a Campionatului Mondial de Formula 1 din 2019, fiind a treia oară când s-a desfășurat o etapă de Formula 1 în Azerbaidjan.

## Calificări
Calificările au avut loc pe 27 aprilie 2019, începând cu ora locală 17:00 (UTC+4), ora 16:00 EEST.
| Poz.                  | Nr. | Pilot              | Constructor               | Timpi calificări | Timpi calificări | Timpi calificări | Grila finală |
| Poz.                  | Nr. | Pilot              | Constructor               | Q1               | Q2               | Q3               | Grila finală |
| --------------------- | --- | ------------------ | ------------------------- | ---------------- | ---------------- | ---------------- | ------------ |
| 1                     | 77  | Valtteri Bottas    | Mercedes                  | 1:42,026         | 1:41,500         | 1:40,495         | 1            |
| 2                     | 44  | Lewis Hamilton     | Mercedes                  | 1:41,614         | 1:41,580         | 1:40,554         | 2            |
| 3                     | 5   | Sebastian Vettel   | Ferrari                   | 1:42,042         | 1:41,889         | 1:40,797         | 3            |
| 4                     | 33  | Max Verstappen     | Red Bull Racing-Honda     | 1:41,727         | 1:41,388         | 1:41,069         | 4            |
| 5                     | 11  | Sergio Pérez       | Racing Point-BWT Mercedes | 1:42,249         | 1:41,870         | 1:41,593         | 5            |
| 6                     | 26  | Daniil Kveat       | Scuderia Toro Rosso-Honda | 1:42,324         | 1:42,221         | 1:41,681         | 6            |
| 7                     | 4   | Lando Norris       | McLaren-Renault           | 1:42,371         | 1:42,084         | 1:41,886         | 7            |
| 8                     | 99  | Antonio Giovinazzi | Alfa Romeo Racing-Ferrari | 1:42,140         | 1:42,381         | 1:42,424         | 18           |
| 9                     | 7   | Kimi Räikkönen     | Alfa Romeo Racing-Ferrari | 1:42,059         | 1:42,082         | 1:43,068         | 8            |
| 10                    | 16  | Charles Leclerc    | Ferrari                   | 1:41,426         | 1:41,995         | Fără timp        | 9            |
| 11                    | 55  | Carlos Sainz Jr.   | McLaren-Renault           | 1:41,936         | 1:42,398         |                  | 10           |
| 12                    | 3   | Daniel Ricciardo   | Renault                   | 1:42,486         | 1:42,477         |                  | 11           |
| 13                    | 23  | Alexander Albon    | Scuderia Toro Rosso-Honda | 1:42,154         | 1:42,494         |                  | 12           |
| 14                    | 20  | Kevin Magnussen    | Haas-Ferrari              | 1:42,382         | 1:42,699         |                  | 13           |
| 15                    | 10  | Pierre Gasly       | Red Bull Racing-Honda     | 1:41,335         | Fără timp        |                  | LB           |
| 16                    | 18  | Lance Stroll       | Racing Point-BWT Mercedes | 1:42,630         |                  |                  | 14           |
| 17                    | 8   | Romain Grosjean    | Haas-Ferrari              | 1:43,407         |                  |                  | 15           |
| 18                    | 27  | Nico Hülkenberg    | Renault                   | 1:43,427         |                  |                  | 16           |
| 19                    | 63  | George Russell     | Williams-Mercedes         | 1:45,062         |                  |                  | 17           |
| 20                    | 88  | Robert Kubica      | Williams-Mercedes         | 1:45,455         |                  |                  | 19           |
| Regula 107%: 1:48,428 |     |                    |                           |                  |                  |                  |              |
| Sursa:                |     |                    |                           |                  |                  |                  |              |

Note
- ^1 – Antonio Giovinazzi a fost penalizat cu 10 locuri pentru a treia schimbare a sistemului electronic din motor.[2]
- ^2 – Pierre Gasly va trebui să plece de pe linia boxelor după ce nu a fost prezent la cântărirea punții când a fost chemat.[3] A primit și o penalizare de cinci locuri pe grila de start pentru o modificare neprogramată a cutiei de viteze.

## Cursa

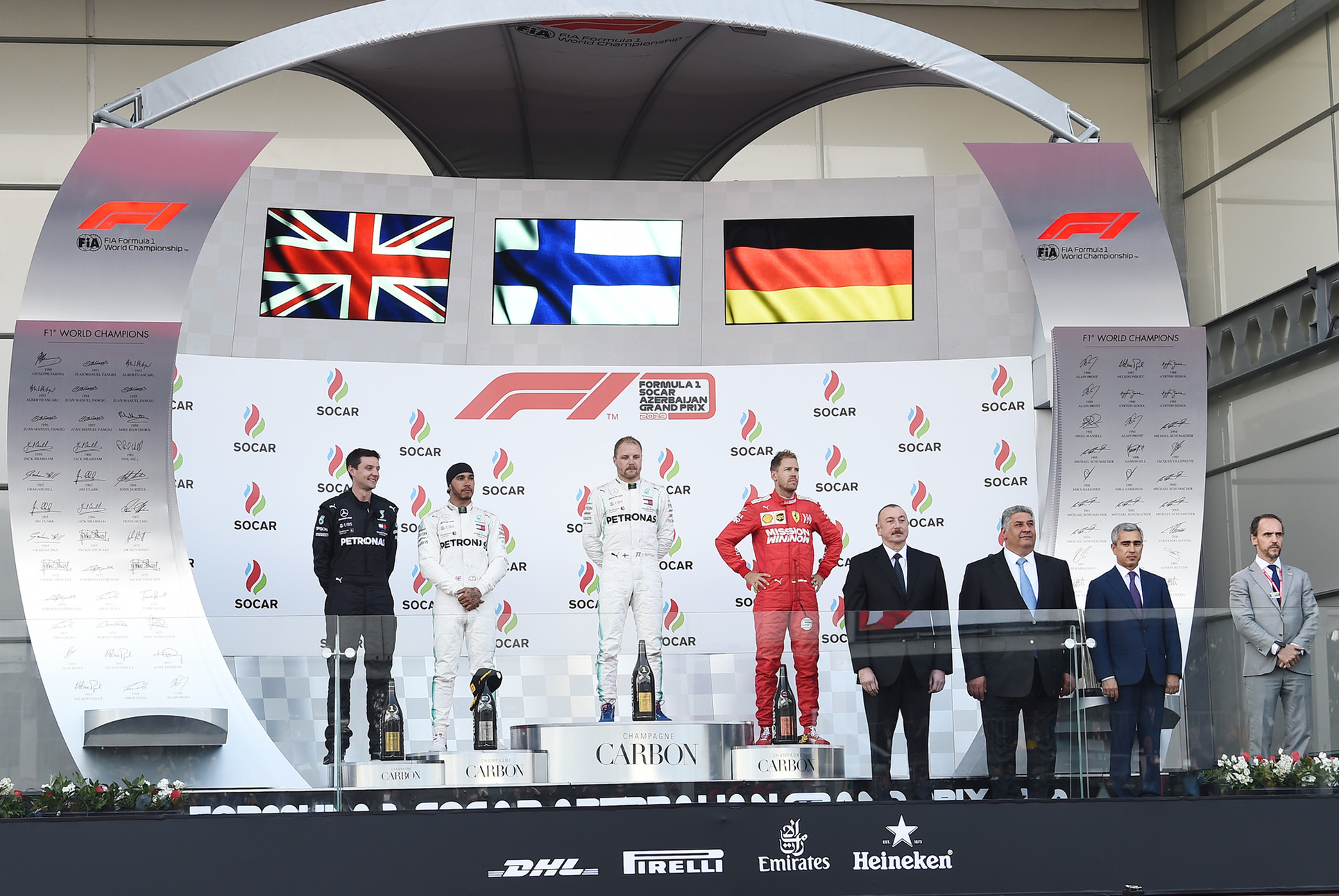
Podiumul cursei.

Cursa a avut loc pe 28 aprilie 2019, începând cu ora locală 16:00 (UTC+4), ora 17:00 EEST, și a durat 51 de tururi.
| Poz.                                                               | Nr. | Pilot              | Constructor               | Tururi | Timp/Retras | Grilă | Puncte |
| ------------------------------------------------------------------ | --- | ------------------ | ------------------------- | ------ | ----------- | ----- | ------ |
| 1                                                                  | 77  | Valtteri Bottas    | Mercedes                  | 51     | 1:31:52,942 | 1     | 25     |
| 2                                                                  | 44  | Lewis Hamilton     | Mercedes                  | 51     | +1,524      | 2     | 18     |
| 3                                                                  | 5   | Sebastian Vettel   | Ferrari                   | 51     | +11,739     | 3     | 15     |
| 4                                                                  | 33  | Max Verstappen     | Red Bull Racing-Honda     | 51     | +17,493     | 4     | 12     |
| 5                                                                  | 16  | Charles Leclerc    | Ferrari                   | 51     | +1:09,107   | 8     | 11     |
| 6                                                                  | 11  | Sergio Pérez       | Racing Point-BWT Mercedes | 51     | +1:16,416   | 5     | 8      |
| 7                                                                  | 55  | Carlos Sainz Jr.   | McLaren-Renault           | 51     | +1:23,826   | 9     | 6      |
| 8                                                                  | 4   | Lando Norris       | McLaren-Renault           | 51     | +1:40,268   | 7     | 4      |
| 9                                                                  | 18  | Lance Stroll       | Racing Point-BWT Mercedes | 51     | +1:43,816   | 13    | 2      |
| 10                                                                 | 7   | Kimi Räikkönen     | Alfa Romeo Racing-Ferrari | 50     | +1 tur      | LB    | 1      |
| 11                                                                 | 23  | Alexander Albon    | Scuderia Toro Rosso-Honda | 50     | +1 tur      | 11    |        |
| 12                                                                 | 99  | Antonio Giovinazzi | Alfa Romeo Racing-Ferrari | 50     | +1 tur      | 17    |        |
| 13                                                                 | 20  | Kevin Magnussen    | Haas-Ferrari              | 50     | +1 tur      | 12    |        |
| 14                                                                 | 27  | Nico Hülkenberg    | Renault                   | 50     | +1 tur      | 15    |        |
| 15                                                                 | 63  | George Russell     | Williams-Mercedes         | 49     | +2 tururi   | 16    |        |
| 16                                                                 | 88  | Robert Kubica      | Williams-Mercedes         | 49     | +2 tururi   | LB    |        |
| Ab                                                                 | 10  | Pierre Gasly       | Red Bull Racing-Honda     | 38     | Transmisie  | LB    |        |
| Ab                                                                 | 8   | Romain Grosjean    | Haas-Ferrari              | 38     | Frâne       | 14    |        |
| Ab                                                                 | 26  | Daniil Kveat       | Scuderia Toro Rosso-Honda | 33     | Coliziune   | 6     |        |
| Ab                                                                 | 3   | Daniel Ricciardo   | Renault                   | 31     | Coliziune   | 10    |        |
| Cel mai rapid tur: Charles Leclerc (Ferrari) — 1:43,009 (turul 50) |     |                    |                           |        |             |       |        |
| Sursa:                                                             |     |                    |                           |        |             |       |        |

Note
- ^1 – Include 1 punct pentru cel mai rapid tur.

## Clasamentele campionatelor după cursă
|        | Poz. | Pilot            | Puncte |
| ------ | ---- | ---------------- | ------ |
| 1      | 1    | Valtteri Bottas  | 87     |
| 1      | 2    | Lewis Hamilton   | 86     |
| 1      | 3    | Sebastian Vettel | 52     |
| 1      | 4    | Charles Leclerc  | 49     |
| 2      | 5    | Max Verstappen   | 39     |
| Sursa: |      |                  |        |

|        | Poz. | Constructor               | Puncte |
| ------ | ---- | ------------------------- | ------ |
|        | 1    | Mercedes                  | 173    |
|        | 2    | Ferrari                   | 100    |
|        | 3    | Red Bull Racing-Honda     | 64     |
| 3      | 4    | McLaren-Renault           | 18     |
| 3      | 5    | Racing Point-BWT Mercedes | 17     |
| Sursa: |      |                           |        |

- Notă: Doar primele cinci locuri sunt prezentate în ambele clasamente.